# كلية الطب بجامعة بيردو
تعد كلية الطب البيطري بجامعة بيردو (بالإنجليزية: Purdue University College of Veterinary Medicine)‏ واحدة من عشرة أقسام أكاديمية رئيسية بجامعة بيردو معتمدة من قبل الجمعية الأمريكية للطب البيطري، تقدم هذه المدرسة البيطرية درجة دكتوراه في الطب البيطري ، ودرجات الزمالة والبكالوريوس في التكنولوجيا البيطرية، والماجستير والدكتوراه، وبرامج الإقامة التي تؤدي إلى اعتماد مجلس تخصصي. داخل ولاية إنديانا مدرسة الطب البيطري بجامعة بيردو هي الوحيدة، في حين أن مدرسة جامعة إنديانا للطب هي واحدة من اثنين فقط من كليات الطب (الأخرى هي كلية جامعة ماريان للطب التقويمي ). تتعاون المدرستان في كثير من الأحيان في مشاريع البحوث الطبية .

## التاريخ
في عام 1877 ، تم إنشاء قسم العلوم البيطرية داخل كلية الزراعة في بيردو (كلية الزراعة لاحقًا). أعيد تنظيم القسم باسم كلية العلوم البيطرية والطب عام 1959. تم تغيير اسم المدرسة إلى كلية الطب البيطري في عام 1974  ثم مرة أخرى إلى اسمها الحالي ، كلية الطب البيطري ، في عام 2012.